# Bing At Christmas
Bing At Christmas – album muzyczny wydany w 2019 roku, zawierający zbiór czternastu utworów muzyki świątecznej wykonanych przez Binga Crosby’ego z dodanym akompaniamentem London Symphony Orchestra. Album został wydany za pośrednictwem Decca Records przez drugą żonę Crosby’ego Kathryn Grant Crosby i jego dzieci: Harry’ego, Mary i Nathaniela.

## Utwory
1. „It’s Beginning To Look A Lot Like Christmas”
2. „Sleigh Ride”
3. „Let It Snow! Let It Snow! Let It Snow!”
4. „White Christmas” (z Pentatonix)
5. „I’ll Be Home For Christmas”
6. „Jingle Bells” (z The Andrews Sisters)
7. „Have Yourself A Merry Little Christmas”
8. „Do You Hear What I Hear”
9. „The Christmas Song”
10. „Peace On Earth / Little Drummer Boy” (z David Bowie)
11. „The Twelve Days Of Christmas” (z The Andrews Sisters)
12. „Winter Wonderland”
13. „The Christmas Song” (z The Tenors)
14. „White Christmas”